# Foxtrot (kriminellt nätverk)
Foxtrot (även känt som Foxnätverket) är ett kriminellt nätverk i Sverige som växte fram under slutet av 2010-talet runt ledaren Rawa Majid. Nätverket har med bas i Uppsala och Stockholmsområdet försökt etablera sig som en huvuddistributör av narkotika i Sverige, vilket lett till våldsamma och eskalerande konflikter med andra kriminella.

## Om nätverket
Ledaren för nätverket är Rawa Majid (född 1986) från Uppsala, mer känd som Kurdiska räven eller enbart Räven. Han är tidigare dömd för bland annat misshandel, grovt narkotikabrott och medhjälp till människorov. Majid är häktad i sin utevaro och internationellt efterlyst sedan augusti 2020. Tillsammans med flera andra i nätverket befinner han sig i Turkiet, varifrån de organiserat narkotikahandel, våldsdåd och annan brottslighet i Sverige. Eftersom Majid blivit turkisk medborgare har landet vägrat lämna ut honom till Sverige, men i september 2023 uppdagades att en rättsprocess mot honom påbörjats i Turkiet där medborgarskapet kan komma att återkallas.
Det övriga i nätverkets ledarskap sägs bestå av ett tiotal individer, merparten är män runt 25-35 år. Bland dessa finns ett flertal släktingar till Majid, men nätverket anses dock inte vara ett släktbaserat kriminellt nätverk, inte heller ett kriminellt gäng i vanlig mening. Snarare kan det sammanfattas som ett välorganiserat ledarskikt med nära band till Majid, och under dem ett relativt decentraliserat nätverk av individer och grupper. Dessa är lojala till och kontrolleras av nätverket i olika mån, men brukar sällan beskrivas som "medlemmar". 

### EncroChat-utredningen
När fransk polis under 2020 knäckte krypteringstjänsten EncroChat fick polisen i Sverige mängder av chattloggar där svenska kriminella ohämmat planerade sin brottslighet. Rawa Majid, som av polisen dessförinnan inte rönt så mycket uppmärksamhet, kunde kopplas till ett flertal alias bland loggarna. De utredare som inriktade sig på Majid upptäckte snart att hans nätverk kunde kopplas till flera grova våldsbrott, att de sålde enorma kvantiteter narkotika och kontrollerade försäljningen i flera städer. Utredningen resulterade i att 35 personer i Foxtrot kunde dömas till sammanlagt över 140 års fängelse. En av dem som dömdes anses ha varit en av Majids närmaste medarbetare. I övrigt har de flesta hållit sig undan rättsliga påföljder, de flesta genom att likt Majid gömma sig i Turkiet (eller irakiska Kurdistan). 
Boken "När ingen lyssnar" av journalisten Diamant Salihu är en skildring av Encrochats avkryptering där Majid och hans nätverk beskrivs i stor detalj. Bland annat återges en telefonintervju med vad som antas vara Rawa Majid personligen, i så fall den första som gjorts. Salihu beskriver att han tipsades om att gräva i nätverket av ett par poliser. Poliserna såg att nätverket fortsatte expandera trots EncroChat-utredningen, och uppmanade cheferna att utreda nätverket vidare. De upplevde dock att detta inte togs på allvar och vände sig då till Diamant Salihu.

### Expansion, allianser och konflikter
Foxtrot har smugglat in stora mängder narkotika i Sverige som framförallt sålts vidare till andra kriminella. Deras framväxt har lett till konflikter med bland annat Dalennätverket och Bandidos. Dessa har pågått i flera år men i synnerhet konflikten med Dalennätverket har eskalerat sedan slutet av 2022. Foxtrot har där kopplats till en mängd grova våldsbrott, inklusive mord, skottlossningar och sprängningar, främst i Uppsala och Stockholm med omnejd. Anledningen sägs vara att nätverket försökt ta kontroll över narkotikamarknaden i flera norrländska orter, däribland Sundsvall, en stad som Dalennätverket styrt i flera år.
Bland de som allierat sig med Foxtrot finns Bronätverket (från Upplands-Bro) och Zeronätverket i Jordbro. Nätverkets kärna har ett visst våldskapital, men har också i stor utsträckning "hyrt in" utförare från dessa och andra allierade nätverk. 
Vissa gangfluencers har tagit ställning för Foxtrot genom musik och inlägg i sociala medier med rävemojis. Gangsterrapparen 5iftyy (född 2001) kopplas exempelvis av polisen till nätverket Foxtrot såväl som Bronätverket. Rapparen har refererat till nätverket i texter, musikvideor och på sociala medier, på mer eller mindre tydliga sätt.
I september 2023 kom uppgifter om en splittring inom nätverkets kärna, mer specifikt mellan ledaren Rawa Majid och Ismail Abdo, en 33-åring som tidigare beskrivits som Majids "högra hand". Detta ska vara upprinnelsen till ett flertal mord i Sverige där Abdos mor är en av dem som mördats. Abdos falang, som betecknas "Rumba", ansågs 2024 vara den starkare av dem. Det skedde även ytterligare en splittring när en annan av Majids närmaste,  Mustafa Aljiburi (1989-2024) bröt sig ur för att bilda grupperingen "La Liga", som dock blev kortvarig då Aljiburi mördades i Bagdad i början av 2024.